# Siskiyou County
Siskiyou County je okres na severu státu Kalifornie v USA. K roku 2010 zde žilo 44 900 obyvatel. Správním městem okresu je Yreka. Celková rozloha okresu činí 16 438,7 km².

## Historie
Okres vznikl v roce 1852 sloučením částí sousedních okresů Shasta County a Klamath County. Jméno správní oblast získala podle pohoří Siskiyou Mountains. V roce 1855 bylo část území převedeno pod Modoc County.

## Sousední okresy
| Růžice kompasu | Josephine County (OR) | Jackson County (OR) a Klamath County (OR) |              | Růžice kompasu |
| Růžice kompasu | Del Norte County      | Sever                                     | Modoc County | Růžice kompasu |
| Růžice kompasu | Del Norte County      | Siskiyou County                           | Modoc County | Růžice kompasu |
| Růžice kompasu | Del Norte County      | Jih                                       | Modoc County | Růžice kompasu |
| Růžice kompasu | Humboldt County       | Shasta County a Trinity County            |              | Růžice kompasu |